# فرودگاه مت هوپ
فرودگاه مت هوپ  (به انگلیسی: Mt. Hope Airport) یک فرودگاه خصوصی است که یک باند فرود چمن دارد و طول باند آن ۵۳۳ متر است. این فرودگاه در شهر لبنان، اورگن کشور ایالات متحده آمریکا قرار دارد و در ارتفاع ۱۲۱ متری از سطح دریا واقع شده‌است.